# Trstené
Trstené (Hongaars: Nádasd) is een Slowaakse gemeente in de regio Žilina, en maakt deel uit van het district Liptovský Mikuláš.
Trstené telt 231 inwoners.